# Donald Fehr
Donald Martin "Don" Fehr, född 18 juli 1948, är en amerikansk jurist och fackföreningsledare som var senast ordförande för det nordamerikanska spelarfacket National Hockey League Players' Association (NHLPA) 2010–2023.
I 23 år, mellan 1986 och 2009, var han ordförande för det mäktiga spelarfacket Major League Baseball Players Association (MLBPA) som representerar mer än tusen spelare i den nordamerikanska basebolligan Major League Baseball (MLB). Fehr har varit involverad i åtta kollektivavtalsförhandlingar under sina år som fackordförande. Sju kollektivavtalsförhandlingar mellan MLBPA och MLB har gått så långt att sex förhandlingar har slutat i lockout. Medan som fackordförande för NHLPA har hans enda och förmodligen sista kollektivavtalsförhandling lett till en ytterligare lockout mellan de inblandade parterna. Den varade en halv säsong innan parterna kunde komma överens om ett tioårigt kollektivavtal.